# Falcileptoneta japonica
Falcileptoneta japonica là một loài nhện trong họ Leptonetidae.
Loài này thuộc chi Falcileptoneta. Falcileptoneta japonica được Eugène Simon miêu tả năm 1893.